# Военный переворот в Судане (октябрь 2021)
Военный переворот в Судане (часть Революции Слоновьего Хобота) произошёл 25 октября 2021 года. В ходе переворота, по меньшей мере 5 высокопоставленных лиц были задержаны, в том числе премьер-министр Абдалла Хамдук. Граждане сообщают о блокировке доступа к мобильной связи и Интернета в стране.
Было объявлено о введении режима чрезвычайного положения и роспуске правительства.

## Предпосылки

### Военный переворот 2019 года и переход к демократии
Президент Омар аль-Башир, правивший страной с момента государственного переворота 1989 года, был свергнут военными в 2019 году после нескольких недель массовых протестов. Протестующие были сторонниками «Сил свободы и перемен», которые согласились на разделение власти с военными, в результате чего был создан Суверенный совет Судана.

### Попытка военного переворота в сентябре 2021 года
В сентябре 2021 года произошла неудачная попытка военного переворота. По словам министра информации, преступниками были «сторонники прежнего режима», которые пытались взять под контроль здания государственных телерадиовещательных компаний и центральное военное командование. После инцидента были арестованы 40 полицейских.
С тех пор напряженность в отношениях между военными и гражданскими лицами возросла, поскольку военные лидеры начали требовать реформ со стороны «Сил свободы и перемен» и призвали к отставке лиц из кабинета министров.

### Протесты в октябре 2021 года
16 октября протестующие вышли на улицы, требуя смены власти. Они призвали генерала Абдель Фаттаха аль-Бурхана, председателя Суверенного совета, захватить контроль над страной.
21 октября провоенные протестующие провели сидячую демонстрацию у президентского дворца, в то время как тысячи людей вышли на улицы в поддержку переходного правительства.
24 октября провоенные протестующие заблокировали основные дороги в Хартуме. Силы безопасности применили слезоточивый газ для разгона толпы.

## Ход событий
В ночь на 25 октября 2021 года суданские военные арестовали по меньшей мере пятерых высокопоставленных государственных деятелей Судана. Позже сообщалось о массовых отключениях Интернета и мобильной связи по всему Судану.
По сообщению агентства Reuters со ссылкой на очевидцев, во время переворота на улицы Хартума вышли бойцы Сил быстрой поддержки.
25 октября генерал Абдель Фаттах аль-Бурхан объявил чрезвычайное положение и объявил о роспуске правительства и Суверенного совета. В телеобращении он заявил, что новое технократическое правительство будет руководить страной до следующих выборов, которые состоятся в июле 2023 года.

### Задержания
По данным саудовской телекомпании Al Hadath TV, вооружённые силы поместили гражданского премьер-министра Абдаллу Хамдука под домашний арест после осады его дома. Министр промышленности Ибрагим аль-Шейх, губернатор Хартума Айман Халид и министр информации Хамза Балул также были взяты под стражу.
Также были арестованы члены правящего Суверенного совета Мохамед аль-Факи и Фейсал Салех, советник премьер-министра по СМИ.
В более поздних сообщениях утверждалось, что они были доставлены в неустановленное место, и неясно, есть ли среди них Хамдук. По словам свидетелей, военные развёрнуты по всей столице, ограничивая передвижение гражданских лиц. Международные рейсы были приостановлены после закрытия аэропорта Хартума.

### Перебои в работе Интернета и мобильной связи
Сразу же после инцидента международные наблюдательные группы, сообщили о масштабных отключениях Интернета в Судане. Эти перебои позже были подтверждены Министерством информации Судана.
Также сообщается о перебоях в работе мобильной связи.

### Протесты против переворота
Граждане, выступающие против военного переворота, вышли на улицы Хартума. Абдалла Хамдук, арестованный в ходе переворота, призвал выходить на демонстрации.
Военные начали стрельбу по толпе протестующих. Погибли 7 человек, 140 ранены.

### Последующие события
26 октября 2021 года на пресс-конференции Абдель Фаттах аль-Бурхан заявил, что премьер-министр Хамдук находится в его доме «в качестве гостя, чтобы защитить его от ограничений, наложенных на него политическими силами». Позже в тот же день было сообщено, что Хамдук вернулся домой.
30 октября 2021 года в Хартуме и других городах прошли многотысячные демонстрации протеста против военного переворота. В ночь на 30 октября протестующие соорудили баррикады на въездах в ряд районов Хартума с целью помешать силам безопасности войти туда. В тот же день Центральный комитет врачей Судана сообщил, что трое протестующих были застрелены в ходе столкновений. Военные власти ограничили передвижение внутри страны, а также отключили доступ к интернету и другим средствам связи.
21 ноября 2021 года между Абделем Фаттахом аль-Бурханом и ранее отстранённым военными с поста премьер-министра Абдаллой Хамдуком было заключено соглашение, в соответствии с которым было отменено решение об отстранении Хамдука от должности. Также соглашение гарантировало переход власти в стране гражданскому правительству в ранее установленный срок и освобождение всех политических заключённых.